# Merge Records
Merge Records is een Amerikaans platenlabel dat zich voornamelijk richt op indiemuziek. Het label werd in 1989 te Chapel Hill opgericht door Laura Ballance en Mac McCaughan, leden van de groep Superchunk. In 2001 werd het hoofdkantoor verplaatst naar Durham.

## Artiesten
De volgende artiesten en groepen hebben zich bij Merge aangesloten:
- Arcade Fire
- Lou Barlow
- Buzzcocks
- Camera Obscura
- Caribou
- Conor Oberst
- Destroyer
- Dinosaur Jr
- Bob Mould
- The Mountain Goats
- Neutral Milk Hotel
- Robert Pollard
- Polvo
- Shout Out Louds
- Esperanza Spalding
- Teenage Fanclub
- M. Ward